# Кастелсардо
Кастелсардо је насеље у Италији у округу Сасари, региону Сардинија.
Према процени из 2011. у насељу је живело 3747 становника. Насеље се налази на надморској висини од 52 м.

## Становништво
| 1951. | 1961. | 1971. | 1981. | 1991. | 2001. | 2011. |
| ----- | ----- | ----- | ----- | ----- | ----- | ----- |
| 4.175 | 4.181 | 4.380 | 5.081 | 5.236 | 5.410 | 5.737 |